# Nissim Sharim
Nissim Sharim Paz (Santiago, 20 de julio de 1932-Ibídem, 5 de noviembre de 2020) fue un actor y director teatral chileno. Fue director y miembro del Teatro Ictus, con quienes participó en un programa de televisión llamado La manivela. Tuvo una destacada participación en la lucha contra la dictadura militar. También participó en una gran cantidad de películas del cine chileno, aunque su rostro quedó asociado por años a la publicidad televisiva de un banco.
Asimismo fue columnista de Diario Siete y miembro del directorio de Televisión Nacional de Chile desde 2000 hasta 2004.

## Biografía
Hijo de inmigrantes, Elías Sharim (Líbano), y de Fortuna Paz (Egipto), casado con Juana Kovalskys, argentina, es padre de la actriz Paula Sharim.
Estudió su secundaria en el colegio Windsor School egresando en 1957, lugar donde daría sus primeros pasos en el teatro. Durante su juventud, formó parte del movimiento juvenil Hashomer Hatzair, movimiento que lo marcaría por su ideología y que a su vez, fortaleció su vínculo con el judaísmo.
A sus 16 años, hace ingreso a la Escuela de Derecho de la Universidad de Chile. Aunque egresó y ejerció como juez civil durante un corto período, se dedicó muy pronto al teatro. En 1962 ingresará a la compañía de teatro Ictus.
Durante los años 1970 participó en el programa humorístico La manivela de éxito en audiencia. Tras la finalización del programa se dedicó a realizar teatro y participar en películas. Durante los años 1980 fue rostro de una campaña publicitaria del Banco de Santiago que le encasillará por años como el personaje "Perico", junto a la actriz Delfina Guzmán.
Tras el retorno de la democracia le elegirán como parte del directorio de Televisión Nacional de Chile por cuatro años.
En política, fue parte de la directiva central del Partido por la Democracia (PPD) en 1989, siendo uno de sus vocales.

## Vida personal
Se casó con Juana Kovalskys, psicóloga, con quien tuvo dos hijas: Dariela, psicóloga; y Paula Sharim, esta última también actriz.
Fue un férreo opositor a la dictadura militar de Augusto Pinochet.

## Fallecimiento
Nissim Sharim falleció a las 5:50 hrs. del jueves 5 de noviembre de 2020. Al respecto, el Teatro Ictus señaló: "Como Teatro Ictus, su hogar por más de 60 años, esperamos que lleve consigo el reconocimiento de todo un país que fue testigo de la resistencia y lucha que dio a través del teatro, que miró de cerca su dedicación absoluta a las artes escénicas".
Asimismo, Ictus recordó las palabras que el propio Sharim tuvo respecto al día en que falleciera: 

«Ninguna muerte me podrá alejar nunca de este teatro, como no se ha podido llevar a ninguno de los que estuvieron aquí. Digámosle al tiempo que su esfuerzo por borrar las huellas de los zapatos que han pisado este escenario, es inútil.»

## Reconocimientos
- Premio "René Cassin a los Derechos Humanos" (2016), por B'nai B'rith Chile.[7]
- Premio "Luz y Memoria" (2019), otorgado por la Comunidad Judía de Chile y B'nai B'rith Chile.[8]

## Filmografía

### Cine
- ¡Ufa con el sexo! (1968)
- Julio comienza en julio (1976), doctor
- Música y palabras (1979)
- Historia de un Roble Solo (1982)
- La Candelaria (1982)
- Sexto A 1965 (1985)
- El incontrolable mundo del azar (2012)[9]

### Televisión
- Página web (1998), TVN, varios personajes
- Familia moderna (2015)
- Veinteañero a los 40 (2016) - Francoise

## Teatro
- Lindo país esquina con vista al mar (1978)